# Edward Tang
Edward Tang (鄧景生) est un scénariste, producteur et réalisateur hongkongais né en 1946 à Macao.

## Filmographie

### Scénariste
- 1982 : Dragon Lord (Long xiao ye), de Jackie Chan

- 1983 : Le Marin des mers de Chine ('A' gai waak), de Jackie Chan
- 1984 : Wheels on Meals (Kwai tsan tseh), de Sammo Hung
- 1985 : Police Story (Ging chaat goo si), de Jackie Chan
- 1986 : Mister Dynamite (Long xiong hu di), de Jackie Chan
- 1987 : Action force 10 ('A' gai waak juk jaap), de Jackie Chan
- 1988 : Peacock King (Kujaku ô), de Simon Nam et Yuen Biao
- 1989 : Big Brother (Ji ji) de Jackie Chan
- 1990 : Operation Condor (Fei ying gai wak), de Jackie Chan
- 1992 : Police Story 3 (Jing cha gu shi III: Chao ji jing cha), de Stanley Tong
- 1994 : Combats de maître 2 (Jui kuen II), de Liu Chia-liang
- 1996 : Jackie Chan dans le Bronx (Hong faan kui), de Stanley Tong
- 1997 : Mister Cool (Yatgo ho yan), de Sammo Hung

### Producteur
- 1983 : Le Marin des mers de Chine ('A' gai waak), de Jackie Chan
- 1987 : Action force 10 ('A' gai waak juk jaap), de Jackie Chan
- 1988 : Police Story 2 (Ging chaat goo si juk jaap), de Jackie Chan
- 1988 : Lady Enforcers (Ba wong fa), de Jackie Chan
- 1992 : Police Story 3 (Jing cha gu shi III: Chao ji jing cha), de Stanley Tong
- 1994 : Combats de maître 2 (Jui kuen II), de Liu Chia-liang

### Réalisateur
- 1995 : Red Zone (Bao zha ling)